# Ronde van Italië 2023/Tiende etappe
De tiende etappe van de Ronde van Italië 2023 werd verreden op 16 mei. De etappe werd gewonnen door Magnus Cort Nielsen.

## Koersverloop
Vroeg in de etappe gingen Alessandro de Marchi en Derek Gee in de aanval. Na enkele kleine aanvallen kregen ze bijval van Magnus Cort Nielsen en Davide Bais. Met nog zo'n 100 kilometer te gaan moest Bais de kopgroep achterlaten. De andere drie renners zouden samen doorrijden naar de finish. Gee probeerde de andere renners te verrassen door anderhalve kilometer voor de finish aan te vallen. Echter was dit tevergeefs en Cort Nielsen versloeg zijn medevluchters in de sprint. Hiermee wint hij zijn eerste etappe in de Ronde van Italië. Tevens volbrengt hij de trilogie van etappes winnen in Grote Rondes.
Het merendeel van de etappe hadden de renners last van slechte weersomstandigheden. Er was veel wind en regen, dit zorgde tevens voor lage temperaturen. Ook waren er meerdere renners die in de lange afdaling onderuit gingen. Daarnaast kende deze etappe meerdere opgaves, dat komt onder andere door de valpartijen en kou.

## Uitslagen
| Scandiano - Viareggio (196 km) |                      |                                    |          |
| Plaats                         | Naam                 | Ploeg                              | tijd     |
| Winnaar                        | Magnus Cort Nielsen  | EF Education-EasyPost              | 4u51'15" |
| 2                              | Derek Gee            | Israel-Premier Tech                | z.t.     |
| 3                              | Alessandro de Marchi | Team Jayco AlUla                   | + 2"     |
| 4                              | Mads Pedersen        | Trek-Segafredo                     | + 51"    |
| 5                              | Pascal Ackermann     | UAE Team Emirates                  | z.t.     |
| 6                              | Stefano Oldani       | Alpecin-Deceuninck                 | z.t.     |
| 7                              | Jonathan Milan       | Bahrain-Victorious                 | z.t.     |
| 8                              | Mark Cavendish       | Astana Qazaqstan Team              | z.t.     |
| 9                              | Mirco Maestri        | EOLO-Kometa                        | z.t.     |
| 10                             | Filippo Fiorelli     | Green Project-Bardiani CSF-Faizanè | z.t.     |

| Algemeen klassement |                    |                    |           |
| Plaats              | Naam               | Ploeg              | Tijd      |
| Roze trui           | Geraint Thomas     | INEOS Grenadiers   | 39u26'33" |
| 2                   | Primož Roglič      | Jumbo-Visma        | + 02"     |
| 3                   | Tao Geoghegan Hart | INEOS Grenadiers   | + 05"     |
| 4                   | João Almeida       | UAE Team Emirates  | + 22"     |
| 5                   | Andreas Leknessund | Team DSM           | + 35"     |
| 6                   | Damiano Caruso     | Bahrain-Victorious | + 1'28"   |
| 7                   | Lennard Kämna      | BORA-hansgrohe     | + 1'52"   |
| 8                   | Pavel Sivakov      | INEOS Grenadiers   | + 2'15"   |
| 9                   | Eddie Dunbar       | Team Jayco AlUla   | + 2'32"   |
| 10                  | Thymen Arensman    | INEOS Grenadiers   | z.t.      |

## Opgaven
Er zijn na deze etappe in totaal 13 opgaven gemeld. Het totale aantal komt daardoor op 26.
Niet gestart
Remco Evenepoel (Soudal-Quick Step)
Oscar Riesebeek (Alpecin-Deceuninck)
Rigoberto Urán (EF Education-EasyPost)
Stefan Küng (Groupama-FDJ)
Sven Erik Bystrøm (Intermarché-Circus-Wanty)
Rein Taaramäe (Intermarché-Circus-Wanty)
Domenico Pozzovivo (Israel-Premier Tech)
Mads Würtz Schmidt (Israel-Premier Tech)
Callum Scotson (Team Jayco AlUla)
Niet gefinisht
Aleksandr Vlasov (BORA-hansgrohe)
Erik Fetter (EOLO-Kometa)
Simone Petilli (Intermarché-Circus-Wanty)
Martijn Tusveld (Team DSM)
1e etappe ·
2e etappe ·
3e etappe ·
4e etappe ·
5e etappe ·
6e etappe ·
7e etappe ·
8e etappe ·
9e etappe ·
10e etappe ·
11e etappe ·
12e etappe ·
13e etappe ·
14e etappe ·
15e etappe ·
16e etappe ·
17e etappe ·
18e etappe ·
19e etappe ·
20e etappe ·
21e etappe
Startlijst · Eindstanden · Afbeeldingen